# Sedes & Belli - The Music
Dit soundtrackalbum is uitgebracht in 2002 bij de gelijknamige televisieserie Sedes & Belli. Ozark Henry heeft de muziek voor de serie geschreven. Het nummer Do You Love Me is de intromuziek en het nummer You Know Always Your Home is de outromuziek van de serie. Voor het album heeft hij samengewerkt met onder andere Sam Bettens en Jasper Steverlinck.

## Nummers
1. Icon DJ
2. You Know Always Your Home (ft. Sam Bettens)
3. There Is No Formula For Finding Yourself
4. Do You Love Me
5. Ellen Morton At Lake George
6. Breaking Up (ft. Lize Accoe)
7. Requiem For A Dream
8. She's The Girl Allright
9. The Ace Of Days
10. Dear Grass Window (ft. Jasper Steverlinck)
11. Dobermans Don't Talk
12. Strange Lit Star (ft. Geike Arnaert)